# Lambley, Northumberland
Lambley är en ort i civil parish Coanwood, i grevskapet Northumberland i England. Orten är belägen 7 km från Haltwhistle. Lambley var en civil parish fram till 1955 när blev den en del av Coanwood. Civil parish hade 298 invånare år 1951.